# 프레즌트
프레즌트는 보드 게임 디자이너 김건희가 디자인 한 패밀리 보드게임이다. 2~6인이 플레이 가능하며 15분 내외의 플레이 시간을 갖는다. 7세 이상의 아이들이 사용하기에 적합하다.

## 게임의 구성
프레즌트의 구성은 다음과 같다.
- 플레이카드 54장
- 점수 선물카드 27장 : 1~8까지 3장씩, 9는 2장, 10은 1장
- 점수 선물카드 19장 : -1~-9까지 2장씩, -10은 1장

## 목적
최고의 선물과 최악의 선물을 둘러싼 이야기와 선물을 신중하게 선택해야 하는 스릴 있는 파티게임이다. 게임 종료 후 점수를 합산하여 가장 높은 점수를 가진 사람이 승리하다.